# Nikotinmetamid
A nikotinmetamid (INN: nicotinyl methylamide) epebetegség elleni gyógyszer.
A nikotinamid egyik metabolitja. A vizeletben választódik ki. Túl alacsony szintje a B3-vitamin hiányára utal, melynek következménye a pellagra nevű betegség. Máj cirrhosisban (májzsugor) megnő a szintje a vizeletben, így e betegség jelzője lehet.
Trombózisgátló hatása van, de ennek módja még nem tisztázott.
Gátolja a kolin továbbítását és kiürülését az agyból.